# 閔恩沢
閔 恩沢（びん おんたく、1924年2月4日 - 2016年3月7日）は、中華人民共和国の石油化学触媒の専門家。四川省成都市出身。中国科学院院士。中国工程院院士。第三世界科学院院士。

## 経歴
原籍は浙江省呉興県で、1924年2月4日に四川省成都市に生まれた。私立南薰中学初級中学、四川省立成都中学（現在の北京師範大学成都実験中学）を経て、1946年、国立中央大学化学工程系（現在の南京工業大学）を卒業。大学卒業後、上海市の中国紡織建設公司に勤務する。1948年3月、米国のオハイオ州立大学に留学し、1951年7月同大学より博士号を授与された。1951年、シカゴ・ナルコ化学公司に勤務する。
1955年に帰国し、石油工業部北京石油煉製研究所研究員を務めた。文化大革命の時に農村に置いた労働改造。1970年に職場に復帰した。
2016年3月7日、北京市で病気のため死去した。92歳。

## 家族
- 妻：陸婉珍（中国語版）、中国科学院院士

## 栄典
- 1980年、中国科学院院士
- 1993年、第三世界科学院院士
- 1994年、中国工程院院士

## 受賞
- 1985年、国家科学技術進歩賞二等賞
- 1995年、何梁何利科学技術進歩賞
- 2008年、2007年度国家最高科学技術賞